# Document Type Definition
Il Document Type Definition (lett. definizione del tipo di documenti, noto anche con l'acronimo DTD) è un insieme di regole che definisce le componenti ammesse nella costruzione di un documento SGML (XML, HTML o XHTML) utilizzando una grammatica espressa in EBNF.
In SGML un DTD è necessario per la validazione del documento. Anche in XML un documento è valido se presenta un DTD ed è possibile validarlo usando il DTD.
Tuttavia XML permette anche documenti ben formati, ovvero documenti che, pur essendo privi di DTD, presentano una struttura sufficientemente regolare e comprensibile da poter essere controllata.
Il DTD si può dichiarare all'interno di uno stesso documento XML (dichiarazione inline).

## Cosa fa un DTD
- Definisce gli elementi leciti all'interno del documento. Non si possono usare altri elementi se non quelli definiti. Una specie di "vocabolario" per i file che lo useranno.
- Definisce la struttura di ogni elemento. La struttura indica cosa può contenere ciascun elemento, l'ordine, la quantità di elementi che possono comparire e se sono opzionali o obbligatori. Una specie di "grammatica".
- Dichiara una serie di attributi per ogni elemento e che valori possono o devono assumere questi attributi.
- Fornisce infine alcuni meccanismi per semplificare la gestione del documento, come la possibilità di dichiarare entity e la possibilità di importare parti di altri DTD.

Inoltre il DTD serve ad un parser per controllare la correttezza di un documento (well formed).

## Esempio
Il seguente DTD:
```
<!ELEMENT
 
persona
 
(
nome
,
 
cognome
)
>

<!ELEMENT
 
nome
 
(
#PCDATA
)
>

<!ELEMENT
 
cognome
 
(
#PCDATA
)
>

```

definisce una struttura così composta:
```
<persona>

  
<nome>
Mario
</nome>

  
<cognome>
Rossi
</cognome>

</persona>

```

## Sintassi DTD
Un DTD è opzionale e può essere specificato all'inizio di un documento XML, inoltre può essere specificato se le definizioni sono interne od esterne al documento XML.
DTD interno:
```
<!DOCTYPE
 
Report
 
[
 
...

]>

```

DTD esterno:
```
<!DOCTYPE
 
Report
 
SYSTEM
 
“Report.dtd”
>

<!DOCTYPE
 
Report
 
PUBLIC
 
“Report.dtd”
>

```

### Elemento di DTD
Ciascun elemento deve essere dichiarato in una DTD con dichiarazioni di tipo di elemento. Tali dichiarazioni hanno la forma:
```
<!ELEMENT
 
nome-elemento
 
(
 
modello
 
di
 
contenuto
 
)
>

```

Esempio:
```
<?xml version = "1.0"?>

<!DOCTYPE nota [

<!ELEMENT nota (#PCDATA)>

]>

<nota>
Ricordati
 
di
 
acquistare
 
il
 
latte
 
tornando
 
a
 
casa
</nota>

```

#### #PCDATA
1. PCDATA è una parola chiave riservata alla DTD per "Parsed Character Data", che indica del testo generico.
2. PCDATA indica che l'elemento contiene dati di testo leggibili da un analizzatore XML ed elaborati opportunamente. Se ci sono marcatori nei PCDATA, possono influenzare l'analisi sintattica del documento.

#### Parola chiave ANY
Si può definire un certo elemento sapendolo certamente non vuoto (cioè contiene elementi o testo o entrambi), ma senza conoscere
esattamente il modello di contenuto. Nella DTD si può usare allora la parola chiave ANY per dichiarare che il contenuto di quell'elemento può essere qualsiasi cosa.
Sintassi
```
<!ELEMENT
 
nome
 
ANY
>

```

Esempio:
```
<?xml version = "1.0"?>

<!DOCTYPE nota[

<!ELEMENT nota ANY>

<!ELEMENT numero EMPTY>

<!ELEMENT messaggio (#PCDATA)>

<!ELEMENT data EMPTY>

]>

<nota>

<numero
 
/>

<messaggio>
 
Ricordati
 
di
 
comprare
 
il
 
latte
 
tornando
 
a
 
casa
</messaggio>

<data
 
/>

</nota>

```

#### Contenuto misto dell'elemento
Se si vuole definire una regola che consenta a un elemento di contenere testo o altri elementi in qualche combinazione si usa un modello a contenuto misto. 
Sintassi
```
<!ELEMENT
 
nome
 
(
#PCDATA
 
|
 
figlio
)*
>

```

Esempio:
```
<?xml version = "1.0"?>

<!DOCTYPE nota[

<!ELEMENT nota (#PCDATA | numero | messaggio | data )*>

<!ELEMENT numero EMPTY>

<!ELEMENT messaggio ( #PCDATA )>

<!ELEMENT data EMPTY>

]>

<nota>
Nota
 
importante

<numero
 
/>

<messaggio>
Ricordati
 
di
 
comprare
 
il
 
latte
 
tornando
 
a
 
casa
</messaggio>

<data
 
/>

</nota>

```

### Elementi annidati
Gli elementi possono essere contenitori per altri elementi (elementi annidati).
L'elemento radice di un documento XML normalmente è di questo tipo. Esempio:
```
<?xml version = "1.0"?>

<!DOCTYPE nota [

<!ELEMENT nota ( messaggio )>

<!ELEMENT messaggio ( #PCDATA)>

]>

<nota>

<messaggio>
 
Ricordati
 
di
 
comprare
 
il
 
latte
 
tornando
 
a
casa
</messaggio>

</nota>

```

La definizione DTD prevede dapprima la dichiarazione dell'elemento radice e tra parentesi tonde l'elenco degli elementi annidati, e dopo la dichiarazione per ogni elemento annidato.

### Elemento vuoto
Gli elementi vuoti normalmente vengono usati come
segnaposto, o per fornire valori di attributi necessari che non
modificano propriamente altri elementi. La parola chiave EMPTY nel modello di contenuto di un elemento dichiara che è un elemento vuoto. Esempio:
```
<?xml version = "1.0"?>

<!DOCTYPE nota [

<!ELEMENT nota (numero, messaggio)>

<!ELEMENT numero EMPTY>

<!ELEMENT messaggio(#PCDATA)>

]>

<nota>

<numero
 
/>

<messaggio>
 
Ricordati
 
di
 
comprare
 
il
 
latte
 
tornando
 
a
 
casa
</messaggio>

</nota>

```

### Attributo
Le dichiarazioni di attributo hanno la forma seguente:
```
<!ATTLIST
 
nome-elemento

nome-attributo1
 
(
tipo
)
 
valori_predefiniti

nome-attributo2
 
(
tipo
)
 
valori_predefiniti
>

```

In una DTD si dichiarano tre tipi fondamentali di attributi:
1. Stringhe, indicate dalla parola chiave CDATA (CDATA è solo testo, ma testo che l'analizzatore sintattico non tenta di elaborare; i caratteri di marcatura, come le parentesi angolari, vengono ignorati nei segmenti CDATA, ma risolti nei segmenti PCDATA.)
2. Attributi tokenizzati, indicati da token dichiarati
3. Attributi enumerati, per i quali viene indicata una serie di valori validi fra cui scegliere

#### Valori predefiniti degli attributi
1. #REQUIRED Specifica che l'attributo è obbligatorio
2. #FIXED Fornisce una dichiarazione di costante per il valore di un attributo. Se il valore è diverso da quello dichiarato, il documento non è valido
3. #IMPLIED L'attributo è facoltativo. Cioè, se l'attributo non appare nell'elemento, l'applicazione di elaborazione può usare qualsiasi valore (se necessario).

Esempio:
```
<?xml version = "1.0"?>

<!DOCTYPE nota [

<!ELEMENT nota (messaggio)>

<!ELEMENT messaggio (#PCDATA)>

<!ATTLIST messaggio

numero CDATA #REQUIRED

data CDATA #REQUIRED>
]>

<nota>

<messaggio
 
numero=
"10"
 
data=
"140305"
>

Ricordati
 
di
 
comprare
 
il
 
latte
 
tornando
 
a
 
casa

</messaggio>

</nota>

```

La parola chiave CDATA consente l'inclusione nella stringa di qualsiasi carattere, fuorché <, > e &.

#### Attributi tokenizzati
Le opzioni tokenizzate danno il modo per limitare i valori permessi per gli attributi. Per esempio, possiamo volere che ciascun elemento abbia un identificativo unico, oppure permettere che un attributo possa avere solo uno o due valori diversi.
Tipi di attributi tokenizzati nelle DTD:
1. ID - Identifica in modo univoco un elemento
2. IDREF - Punta ad un elemento che ha un attributo ID
3. IDREFS - Punta a più elementi che hanno un attributo ID. Gli attributi puntati sono elencati separati da uno spazio
4. ENTITIES - Fa riferimento a una entità esterna non analizzata sintatticamente
5. NMTOKEN - Definisce qualche limitazione ai caratteri accettabili nei contenuti XML;

in particolare, limita i dati alle stesse regole usate nelle convenzioni sui nomi di elemento XML Il tipo di attributo name token, cioè NMTOKEN, restringe i valori validi a quelli costituiti da lettere, cifre, punti, trattini, virgole e sottolineature.
Esempio
```
<?xml version = "1.0"?>

<!DOCTYPE nota [

<!ELEMENT nota ( messaggio+, risultato+)>

<!ELEMENT messaggio (#PCDATA)>

<!ATTLIST messaggio

numero ID #REQUIRED

da CDATA #REQUIRED>

<!ELEMENT risultato (#PCDATA)>

<!ATTLIST risultato

msg IDREF #IMPLIED>

]>

<nota>

<messaggio
 
numero=
"a1"
 
da=
"Pippo"
>
Ricordati
 
di
 
comprare
 
il
 
latte
 
tornando
 
a
casa
</messaggio>

<messaggio
 
numero=
"a2"
 
da=
"Pluto"
>
Ho
 
bisogno
 
di
 
aiuto
 
per
 
i
 
compiti
 
a
 
casa

</messaggio>

<risultato
 
msg=
"a1"
>
il
 
latte
 
era
 
scaduto
</risultato>

<risultato
 
msg=
"a1"
>
sono
 
andato
 
in
 
un
 
altro
 
negozio
</risultato>

<risultato
 
msg=
"a2"
>
ho
 
finito
 
presto
 
i
 
compiti
</risultato>

</nota>

```

#### Attributi enumerati
Gli attributi di tipo enumerato descrivono un elenco di valori possibili per l'attributo valutato. Perché sia soddisfatto il requisito della validità, l'attributo deve avere uno dei valori presenti nell'elenco; in ogni altro caso viene considerato non valido. I valori enumerati sono separati da un carattere "pipe" (|), che è interpretato come "or" logico dal processore XML.
Esempio:
```
<!ATTLIST
 
messaggio

Avviso
 
(
 
basso
 
|
 
normale
 
|
 
urgente
)
 
“basso”
>

```

### Indicatori di occorrenza
Nella DTD vengono utilizzati dei simboli che predispongono il parsing a contare le occorrenze di un oggetto. 
1. , (es. a, b, c) Questo operatore di sequenza separa i membri di una lista che richiede l'uso sequenziale di tutti i membri della lista (a seguito da b, seguito da c)
2. | (es. a|b|c) Questo è un operatore di scelta, che separa membri di una lista quando è richiesto l'uso di uno e uno solo dei membri (a o b o c).

La mancanza di un simbolo indica una occorrenza necessaria (uno e uno solo di dati). 
1. ? designa una occorrenza facoltativa (zero o uno).
2. + indica un'occorrenza obbligatoria e ripetibile (uno o più).
3. * indica un'occorrenza facoltativa e ripetibile (zero, uno o più).